# Középfölde videójátékokban
Bár J. R. R. Tolkien alkotásai számos játékfejlesztőt megihlettek, a konkrétan Középfölde világában játszódó játékok száma ezekkel összehasonlítva kevésnek mondható. Az első ilyen jellegű próbálkozás az 1982-ben megjelenő The Hobbit volt, mely Tolkien 1937-ben megjelent azonos című regényén alapul. A legutóbbi játék a 2011-ben megjelenő The Lord of the Rings: War in the North.
A játékok műfaja címenként változó, többsége akció-kalandjáték, de van stratégiai és szerepjáték, illetve MMORPG is közöttük.

## Lásd még
- A Gyűrűk Ura: A király visszatér (videójáték)
- A Gyűrűk Ura: Harc Középföldéért

## Külső hivatkozások
- J. R. R. Tolkien művein alapuló játékok a MobyGames adatbázisában